# Aït Yadine
Ait Yadine (franska: Ait Yadine (CR), Ait Yadine (Commune Rurale), arabiska: المعازيز) är en kommun i Marocko.   Den ligger i provinsen Khémisset och regionen Rabat-Salé-Kénitra, i den norra delen av landet, 80 km öster om huvudstaden Rabat. Antalet invånare är 19 461.